# Pimoa xinjianensis
Pimoa xinjianensis es una especie de araña del género Pimoa, familia Pimoidae. Fue descrita científicamente por Zhang & Li en 2019.
Habita en China. El holotipo masculino mide 3,75 mm y el paratipo femenino 4,75 mm.